# Shahrestān di Shahin Shahr e Meymeh
Lo shahrestān di Shahin Shahr e Meymeh (farsi شهرستان شاهین‌شهر و میمه) è uno dei 24 shahrestān della provincia di Esfahan, in Iran. Il capoluogo è Shahin Shahr. Lo shahrestān è suddiviso in 2 circoscrizioni (bakhsh):
- Centrale (بخش مرکزی)
- Zavareh (بخش زواره), capoluogo Zavareh.